# Willem van Mieris
Willem van Mieris est un peintre hollandais, né à Leyde en 1662 et mort dans la même ville en 1747.

## Biographie
Issu d'une famille de peintres, jeune frère de Jan van Mieris, Willem est le dernier fils de Frans van Mieris l'Ancien (1635-1681) dont il profite des leçons.
En 1683, il intègre la guilde de Saint-Luc de Leyde et en 1684, il épouse Agneta Schapmann.
En 1694, il fonde l'académie de dessin de Leyde qu'il codirige avec Karel de Moor jusqu'en 1736. Il devient commissaire de la Guilde en 1697-1698 et doyen en 1699-1700.
Il eut pour élèves son fils Franz van Mieris le Jeune (1689-1763), qui acheva ses tableaux, et Herman van der Myn (1684-1741).
Dans sa vieillesse il perdit la vue et mourut dans sa ville natale à l'âge de quatre-vingt-cinq ans.

## Œuvres
Willem Van Mieris fut l'un des derniers représentants du style minutieux de l'école de Leyde mis à la mode par Gerrit Dou (1613-1675). Ses œuvres de jeunesse représentent des scènes élégantes de personnages jouant de la musique ou buvant.
- Le Thé (1680-1690), 42 × 34 cm, Musée du Louvre, Paris[2].
- Compagnie musicale (1681), huile sur panneau, 46 × 38 cm, Collection privée[3].
- Paysage d'Arcadie avec bergers (1682), huile sur chêne, 32 × 44 cm, Collection privée, Vente Sotheby's 2006[4].
- Joueur de Vielle endormi dans une auberge (1690), huile sur panneau, 24 × 44 cm, Collection privée, vente Bijl-Van Urk 2015[5].
- Portrait de Jacob van Wassenaer (1646-1707) (vers 1690), huile sur panneau, 51 × 41 cm, Château Duivenvoorde (Voorschoten)[6].
- Joseph et la femme de Putiphar (1691), huile sur chêne, 48 × 37 cm, The Wallace Collection, Londres[7].
- Pâris et Oenone (1698), huile sur toile, 12 × 19 cm, The Wallace Collection, Londres[8].
- Vénus et Cupidon (1698), huile sur toile, 13 × 19 cm, The Wallace Collection, Londres[9].
- L'Enlèvement des Sabines (1698), huile sur bois, Musée des beaux-arts d'Angers.
- Cimon et Iphigenia (1698), huile sur panneau, 27 × 35 cm, Musée Poldi Pezzoli, Milan.

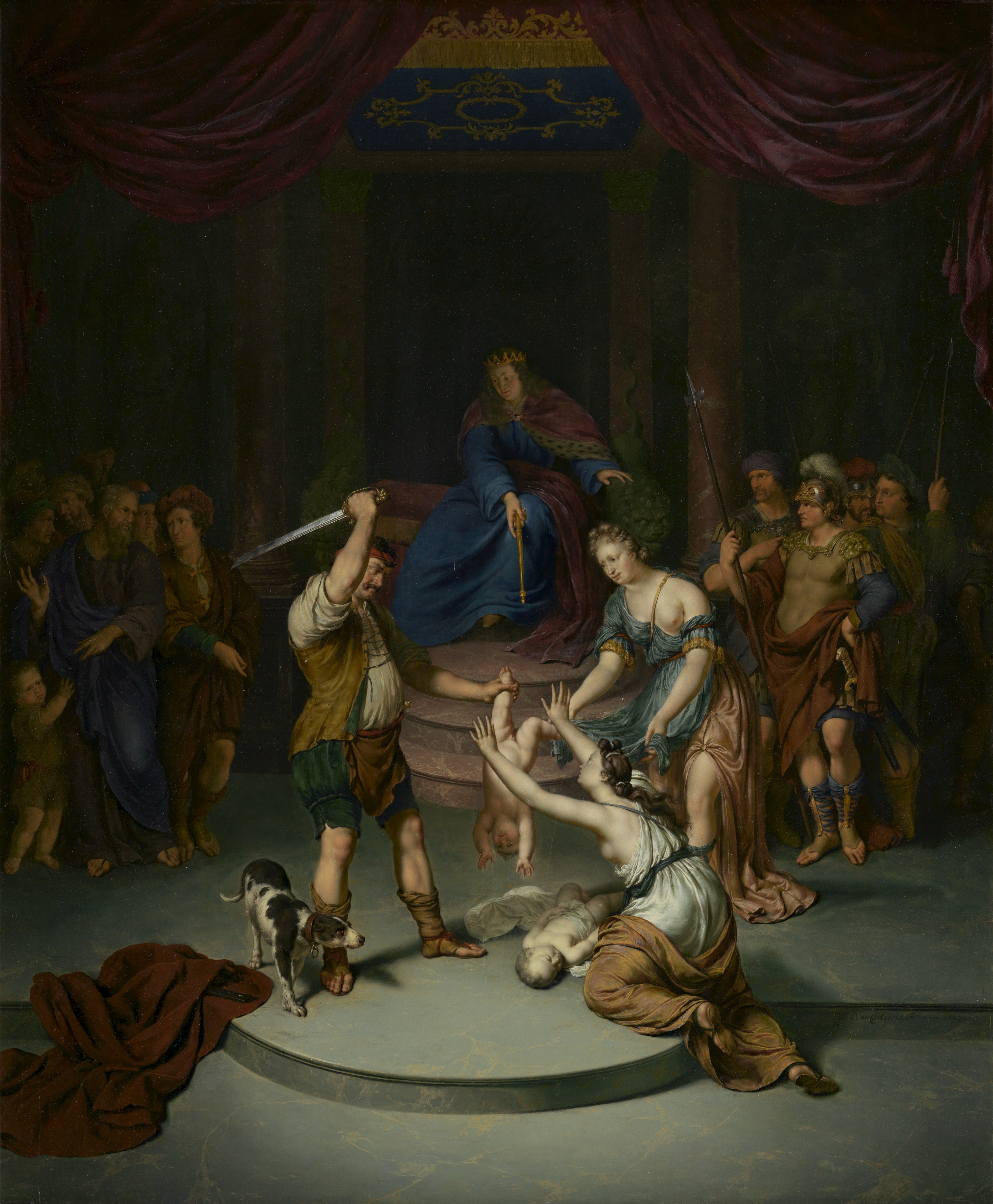
Le Jugement de Salomon (1709), Rijksmuseum Twenthe.
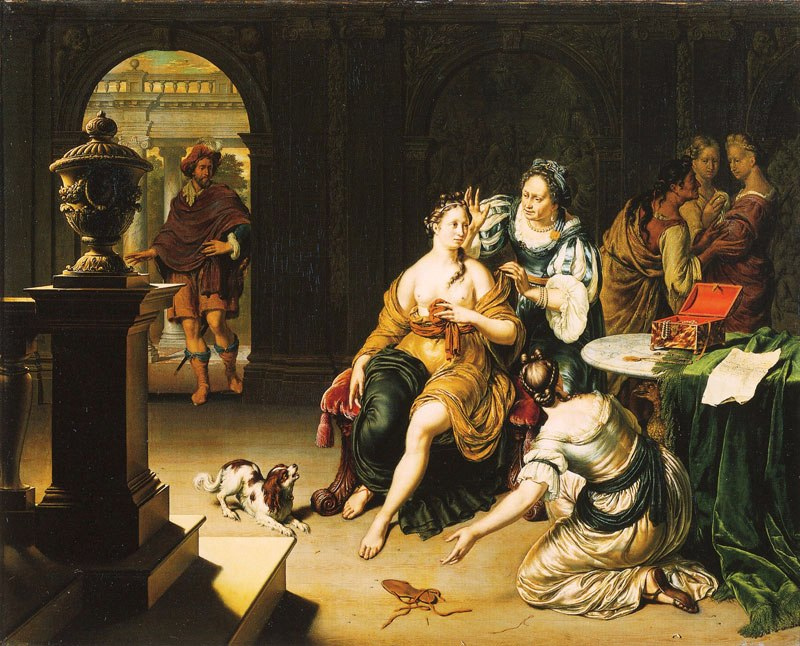
Le Trompettiste (1700), huile sur bois de chêne, 30 × 25 cm, Gemäldegalerie Alte Meister, Dresde[10].
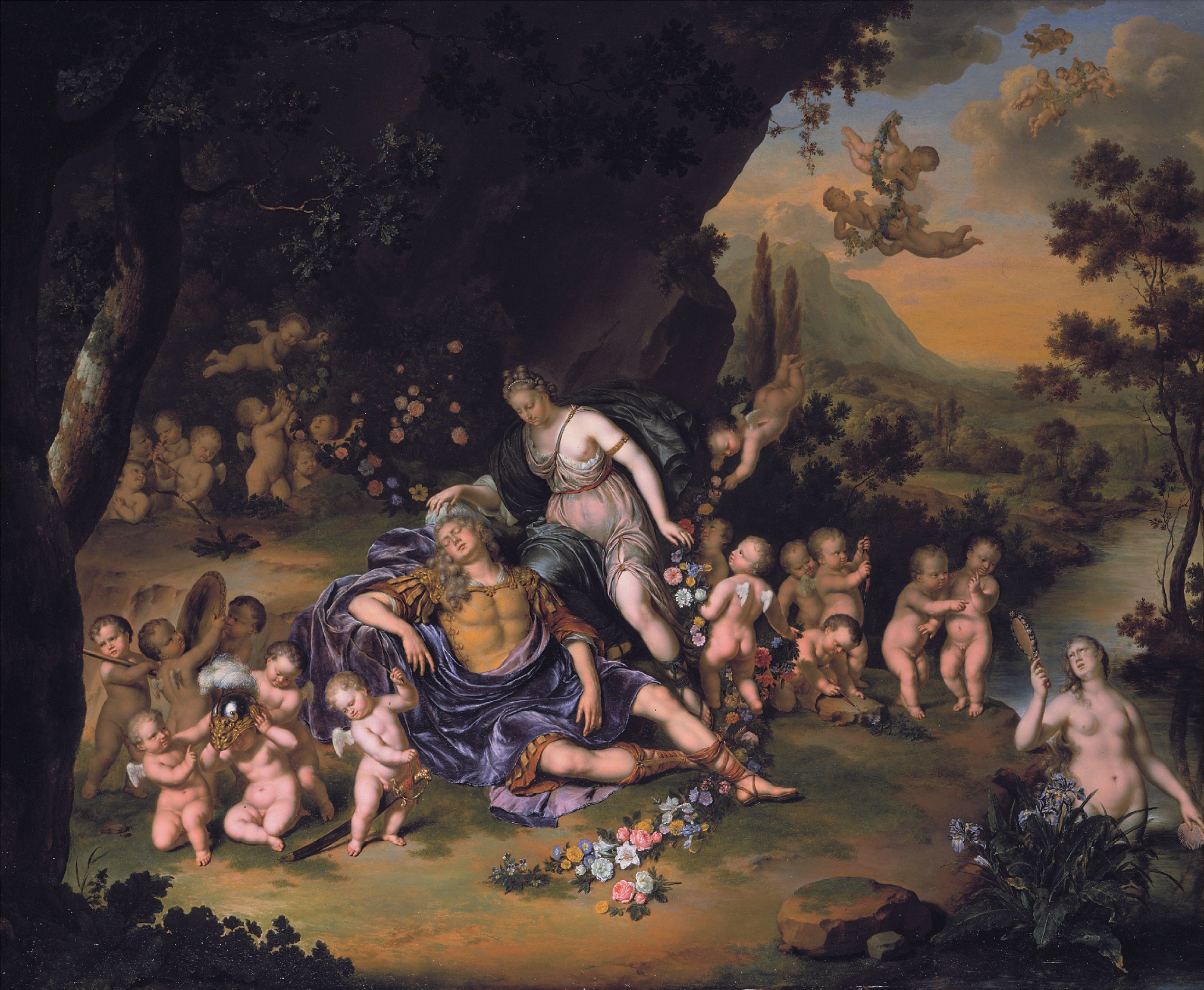
Renaud et Armide (1709), Mauritshuis, La Haye.
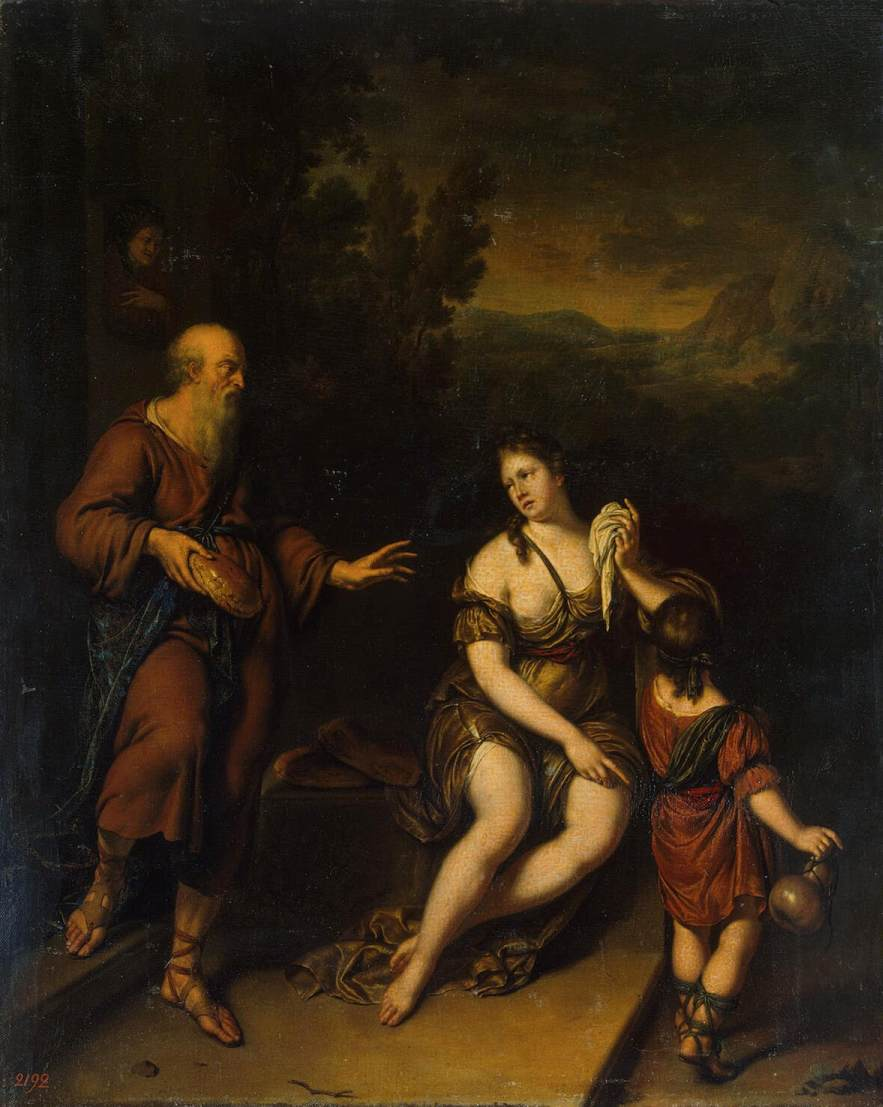
Bannissement d'Hagar (1724), Musée de l'Ermitage, Saint-Petersbourg.
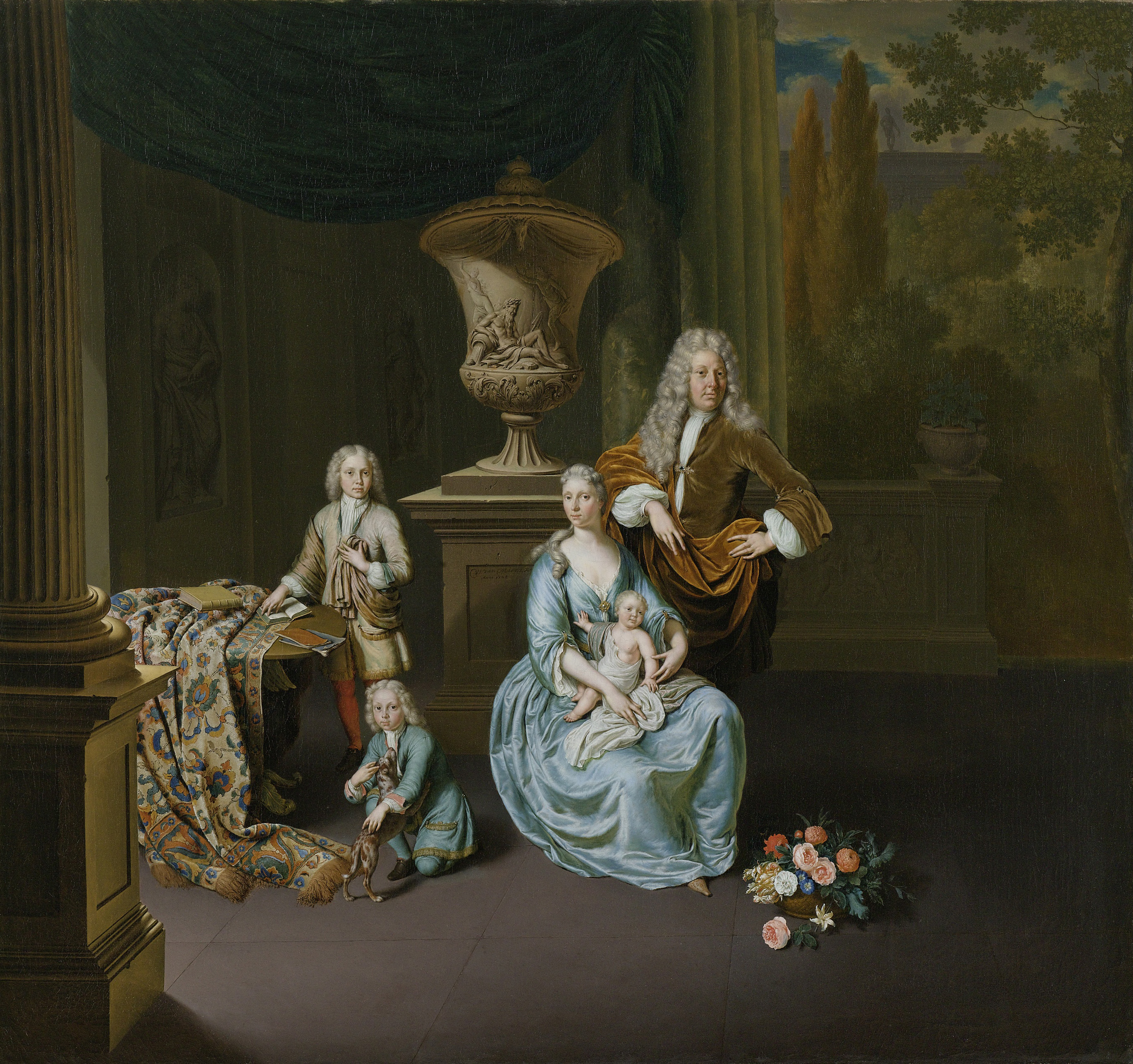
Baron Diederick et sa famille (1728), Rijksmuseum, Amsterdam.

- Scène de Bacchanales (1700-1709), huile sur cuivre, 28 × 23 cm, The Wallace Collection, Londres[11].
- Diane et ses nymphes (1702), huile sur panneau, Rijksmuseum Twenthe.
- Suzanne et les vieillards, huile sur toile, 28 × 36 cm, Collection privée, Vente Sotheby's 2007[12].
- Suzanne et les Vieillards (1731), huile sur toile, 35 × 31 cm, musée Hyacinthe-Rigaud de Perpignan[13].

## Galerie

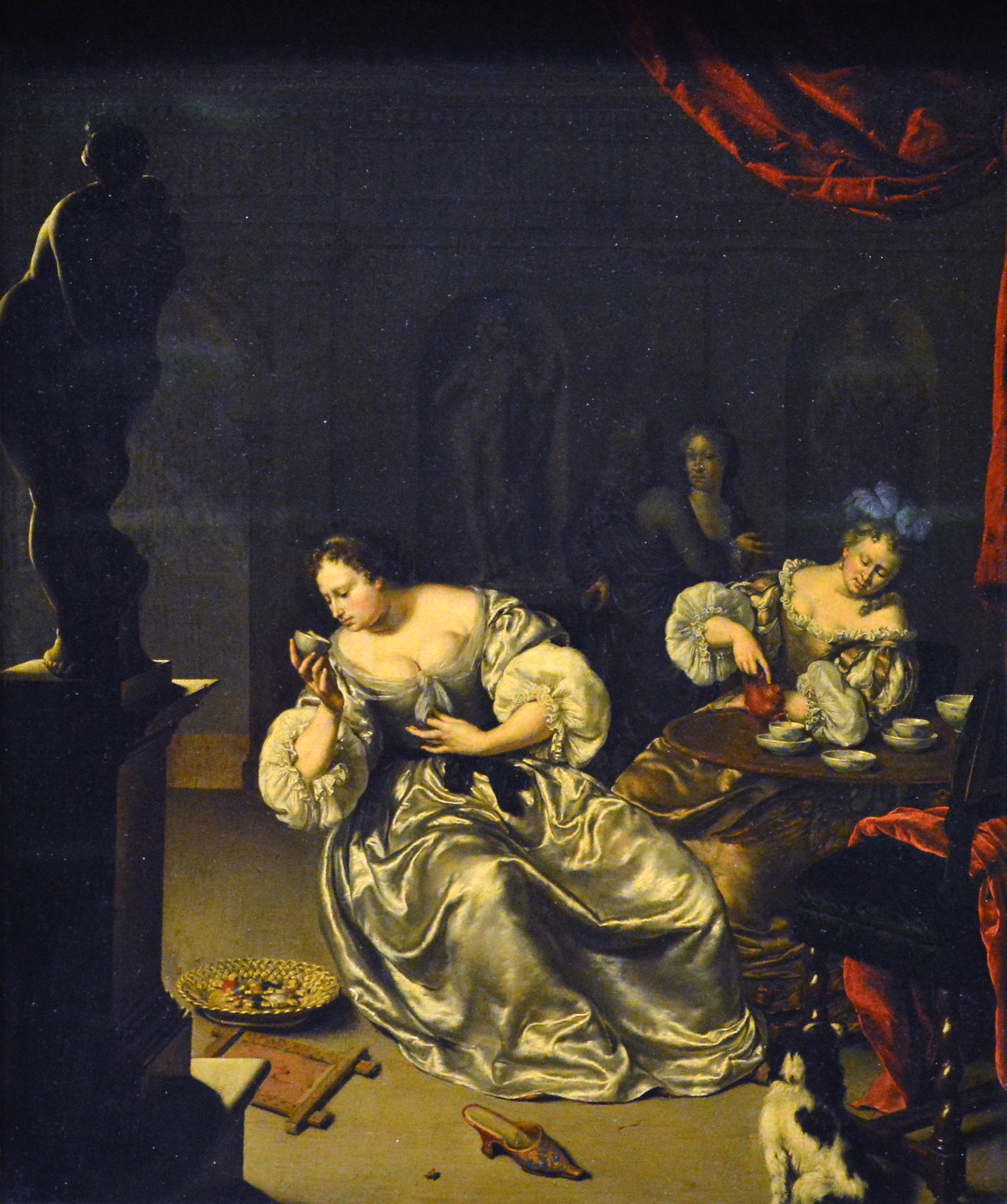
Le Thé (1680-1690), Musée du Louvre.
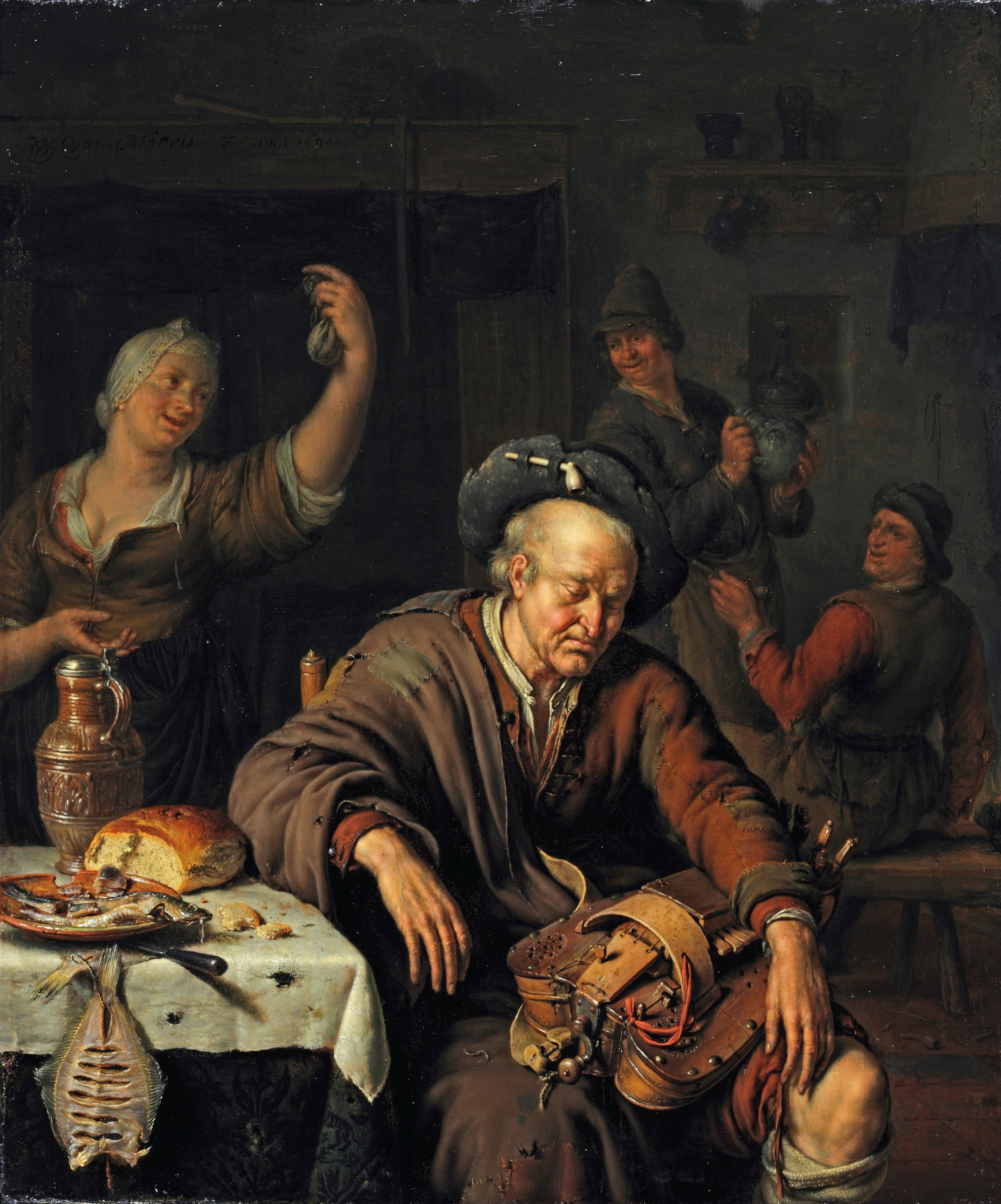
Joueur de Vielle endormi (1690), Collection privée Bijl-Van Urk 2015.
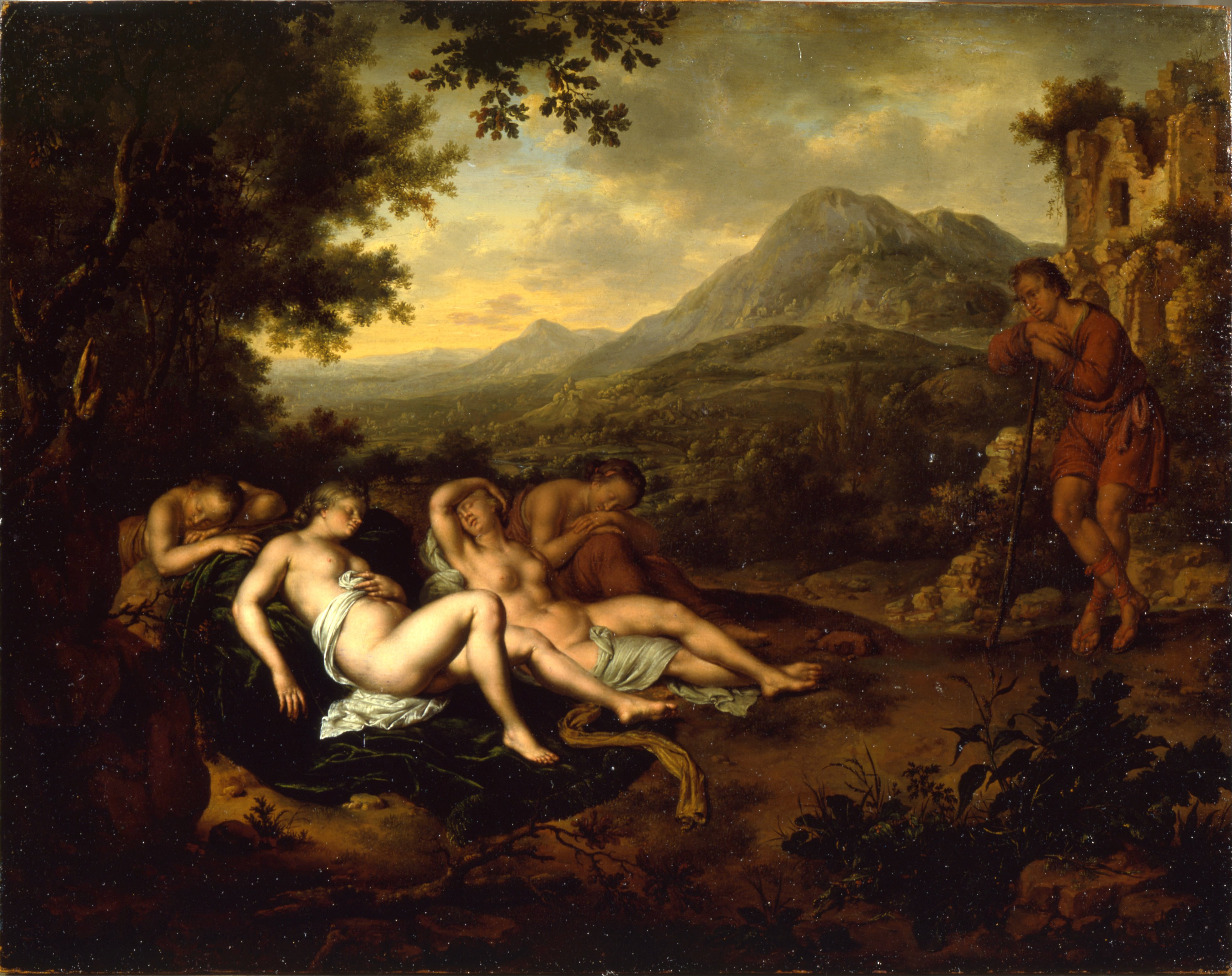
Cimon et Iphigenia (1698), Musée Poldi Pezzoli, Milan.
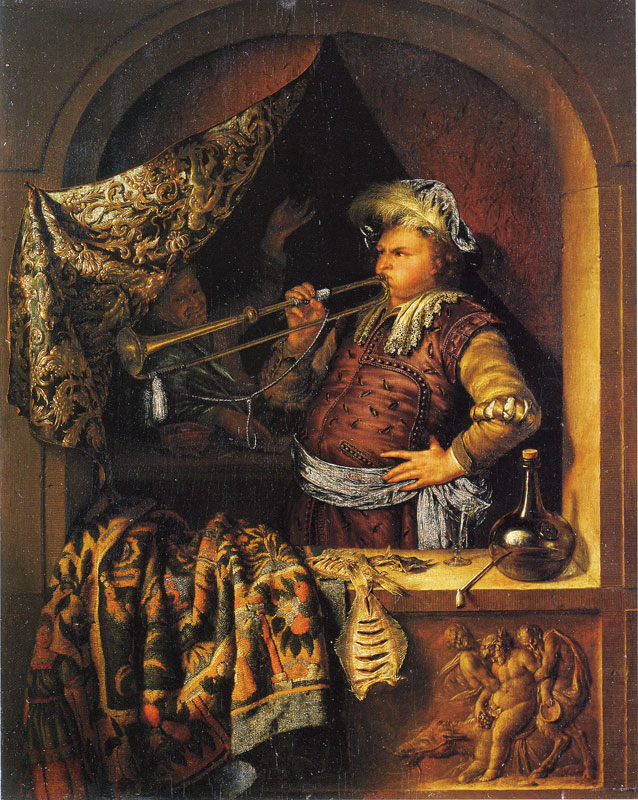
Le Trompettiste (1700), Gemäldegalerie Alte Meister, Dresde.
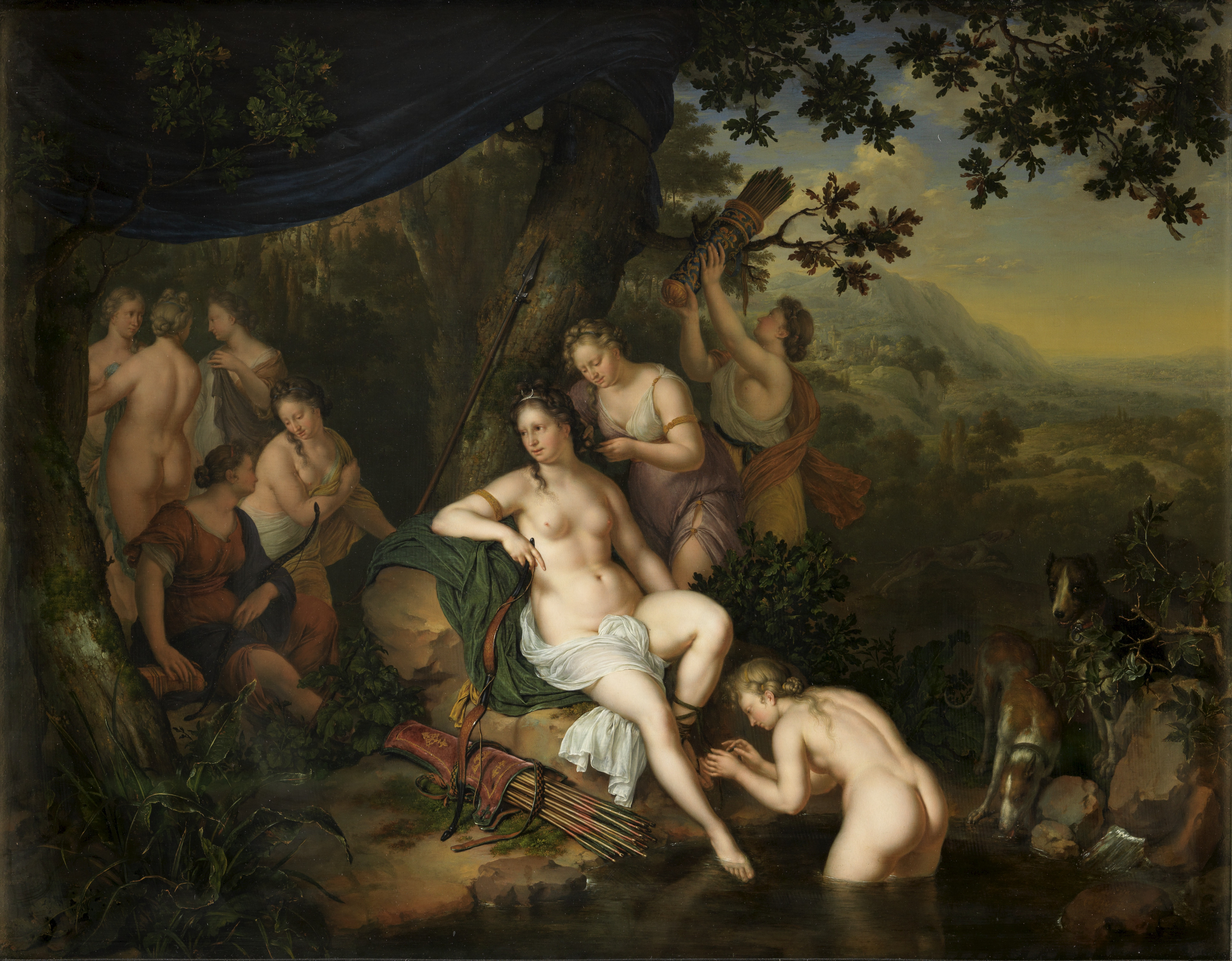
Diane et ses nymphes (1702), Rijksmuseum Twenthe.
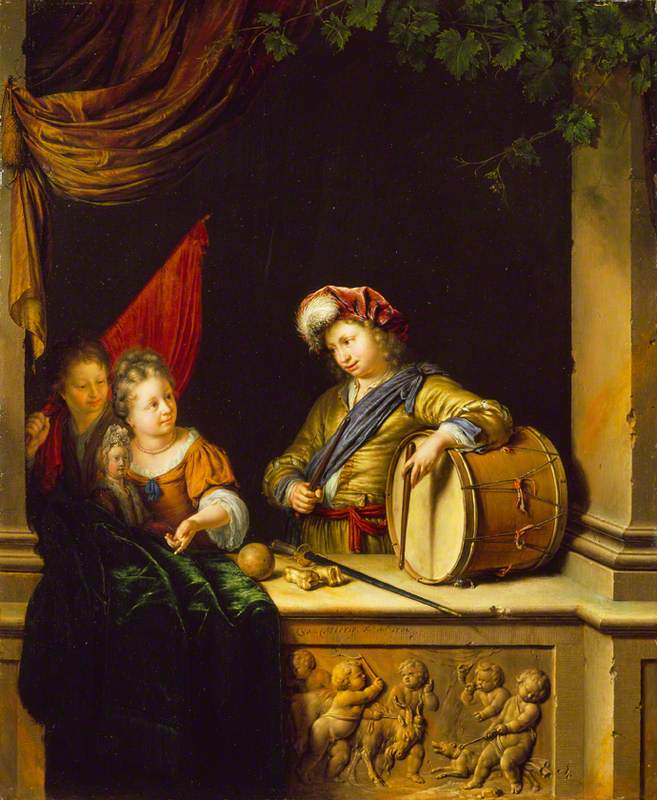
Les Jouets des enfants (1702), The Wallace Collection, Londres.
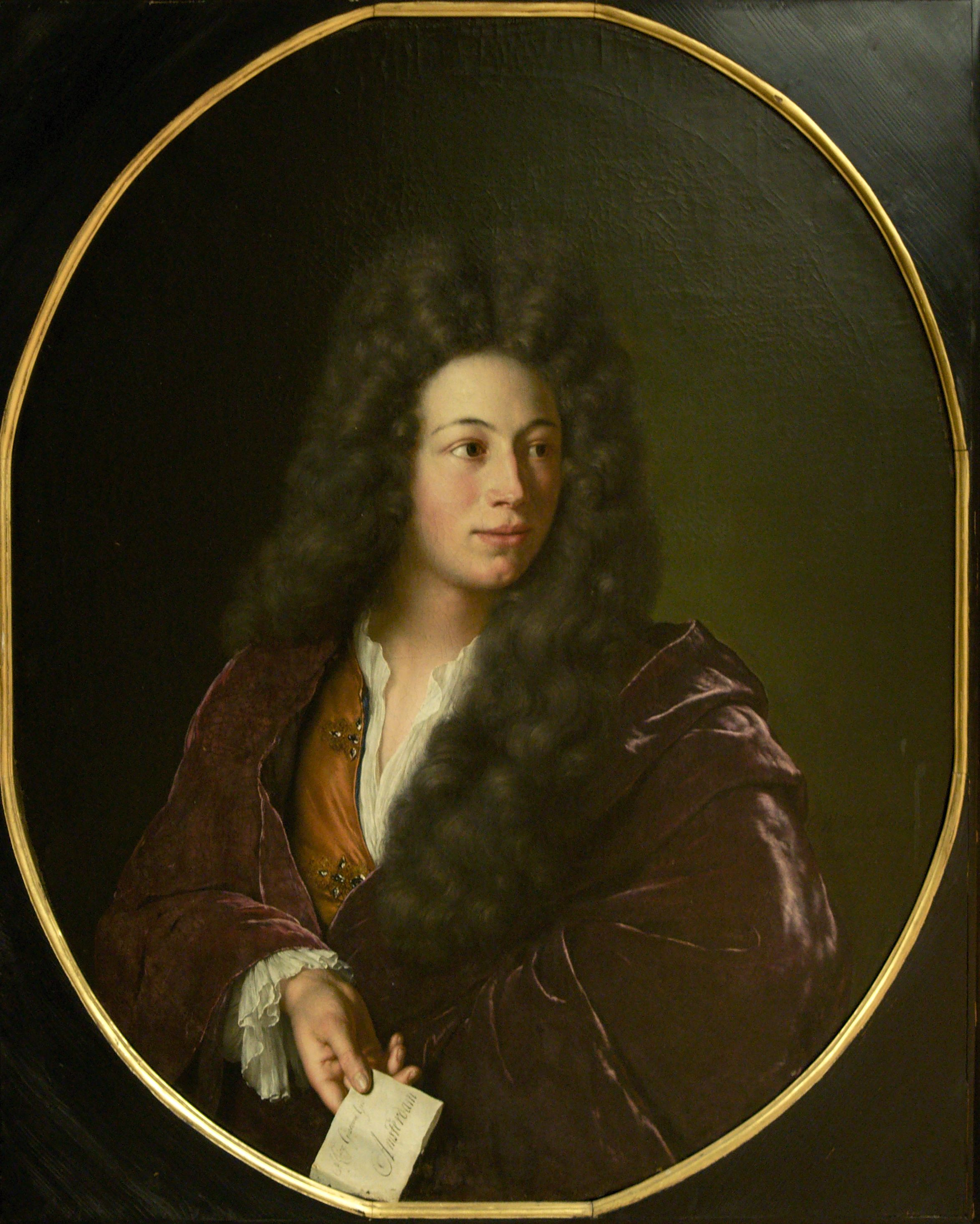
Allard de la Cour van der Voort (1688-1755) (1705), Hallwyl Museum, Stockholm.
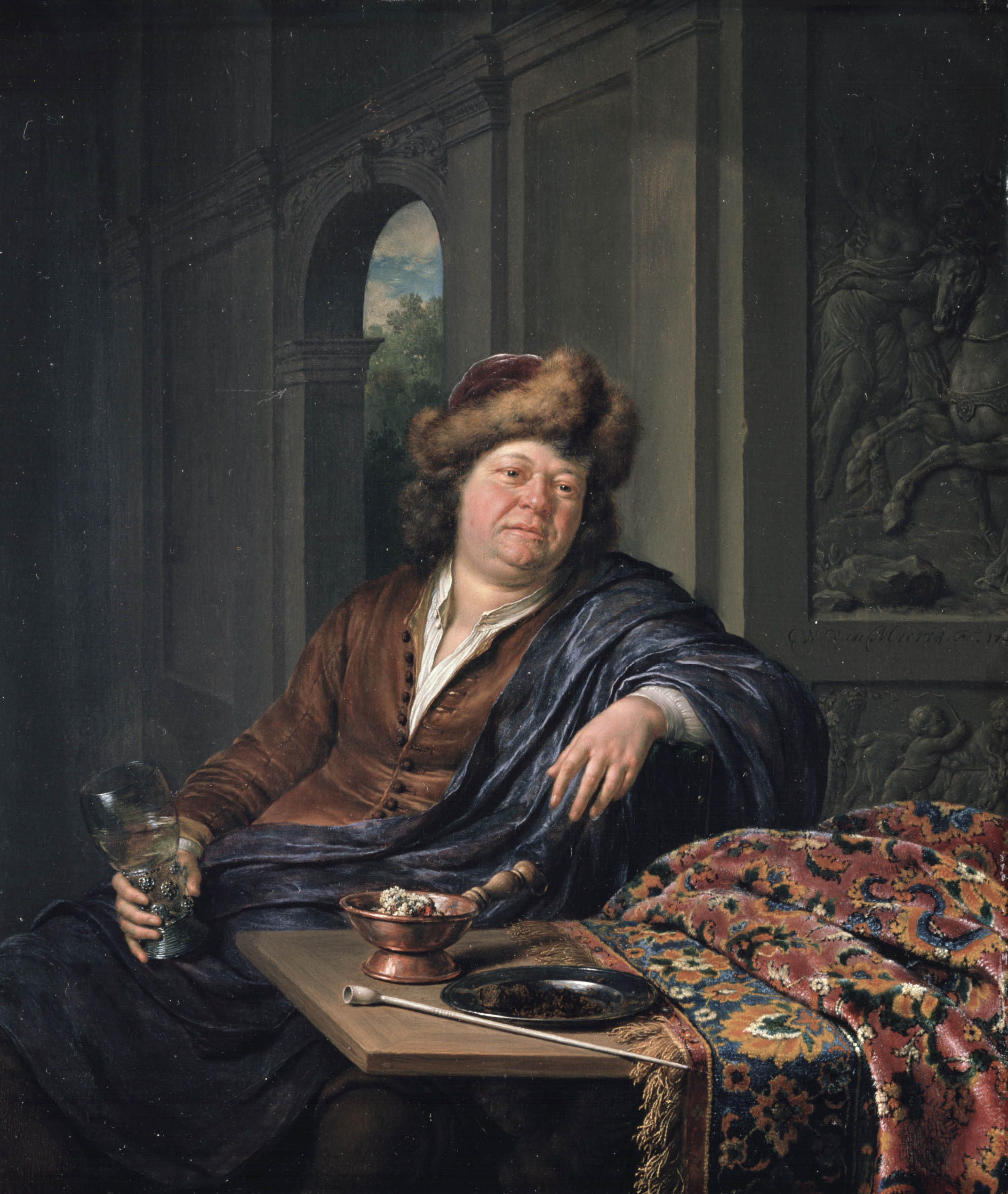
Homme buvant dans un intérieur (1706), Musée De Lakenhal, Leyde.

Au tournant du XVIIIe siècle, il se spécialise de plus en plus dans des scènes de la vie courante et particulièrement des intérieurs de boutiques avec leurs marchands et leurs clients.
- Les Jouets des enfants (1702), huile sur chêne, 34 × 28 cm, The Wallace Collection, Londres[14].
- Portrait d'Allard de la Cour van der Voort (1688-1755) (1705), Hallwyl Museum, Stockholm.
- Homme buvant dans un intérieur (1706), huile sur panneau, 28 × 24 cm, Musée De Lakenhal, Leyde[15].
- Une mère nourrit son enfant (La Mère heureuse) (1707), huile sur panneau, 57 × 48 cm, Art Institute of Chicago[16].
- Trompette devant une auberge (1708), huile sur panneau, 27 × 23 cm, Musée De Lakenhal, Leyde[17].
- Renaud et Armide (1709), huile sur panneau, 67 × 85 cm, Mauritshuis, La Haye.
- Le Luth négligé (vers 1710), huile sur panneau, 47 × 39 cm, Royal Collection[18].
- Les Bulles de savon (1710-1720) , huile sur bois, 32 × 27 cm, Musée du Louvre, Paris[19].
- La Joueuse de luth (1711), huile sur chêne, 50 × 40 cm, The Wallace Collection, Londres[20].
- La Cuisinière (1715), 47 × 37 cm, Musée du Louvre, Paris[21].
- Le Spectacle rare de Fraay Curieus (1718), huile sur panneau, 58 × 49 cm, Rijksmuseum, Amsterdam[22].
- Le Marchand de gibier, dit aussi Le Rôtisseur (1710-1720), huile sur bois, 31 × 27 cm, Musée du Louvre, Paris[23].
- Le Marchand de volailles (1714), huile sur panneau, 42 × 37 cm, Galerie de peinture du Prince Guillaume V, La Haye.
- Le Marchand de volailles (1727), huile sur panneau, 39 × 32 cm, Collection privée, Vente Sotheby's 2015[24].
- Le Marchand de volailles (1733), huile sur panneau, 39 × 32 cm, Rijksmuseum, Amsterdam[25].
- Une épicerie (1717), huile sur panneau, 49 × 41 cm, Mauritshuis, La Haye.
- Poissonnier (1719), huile sur panneau, 61 × 49 cm, Alte Pinakothek, Munich[26].
- Poissonnier (1717), huile sur bois, 30 × 26 cm, Musée royal des beaux-arts d'Anvers[27].
- Le Vendeur de légumes (1730), Musée Bernard-d'Agesci, Niort[28].
- La Marchande de légumes ou Vertumne et Pomone (1731), huile sur bois, 40 × 34 cm, The Wallace Collection, Londres[29].
- Dame au perroquet, huile sur bois, 31 × 32 cm, Pinacothèque nationale, Athènes[30].

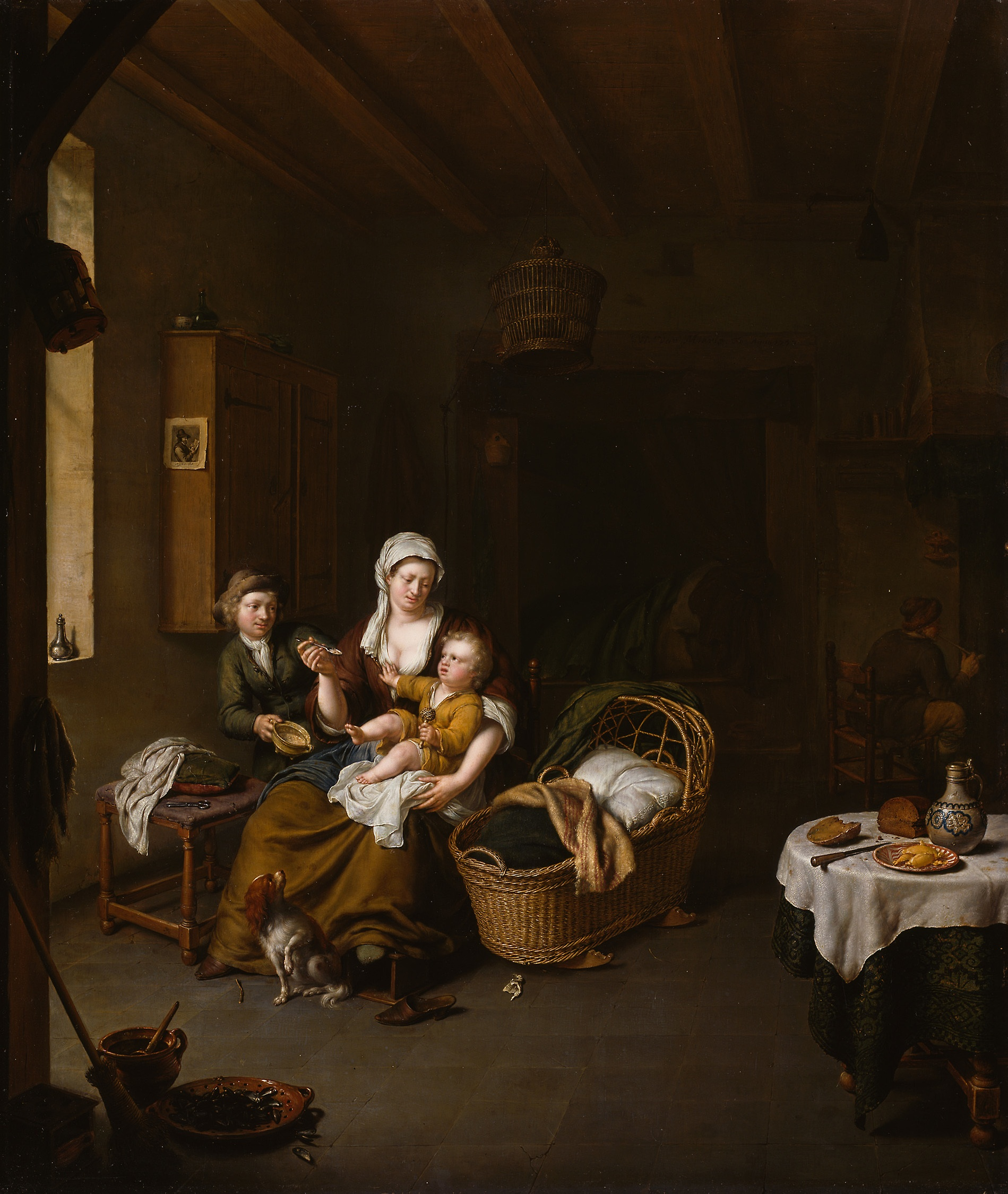
Une mère nourrit son enfant (1707), Art Institute of Chicago.
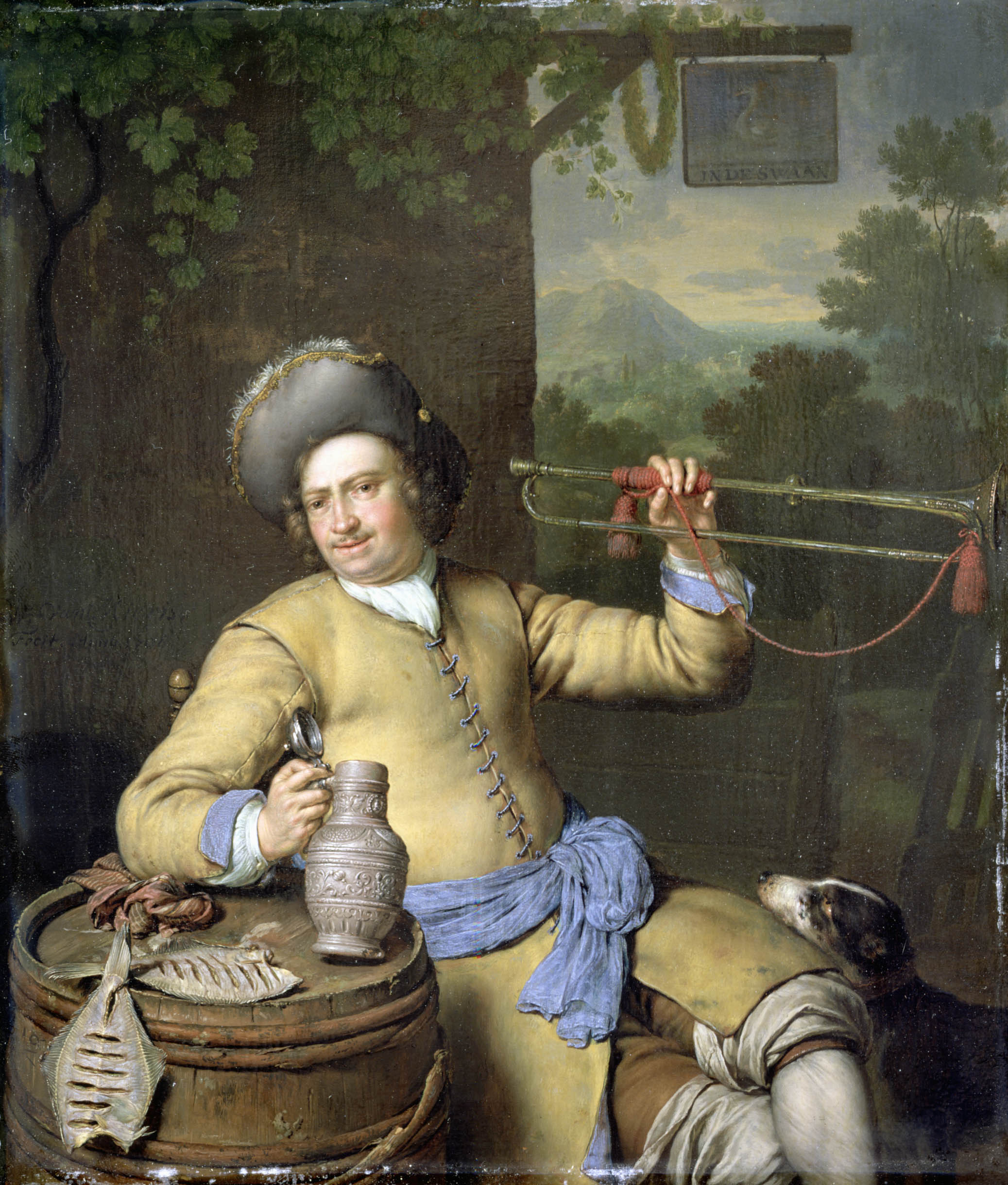
Trompette devant une auberge (1708), Musée De Lakenhal, Leyde.
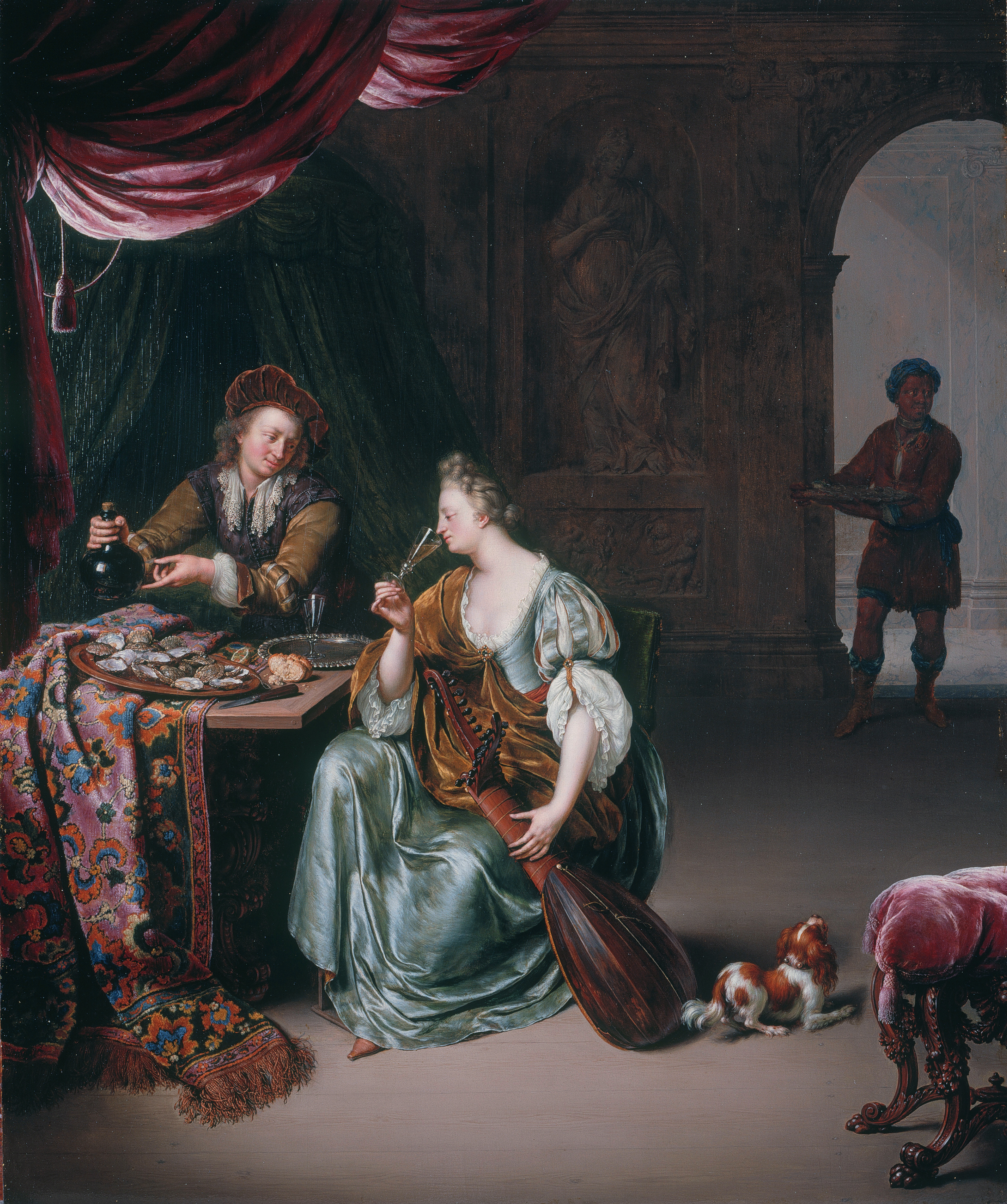
La Joueuse de luth (1711), Royal Collection.
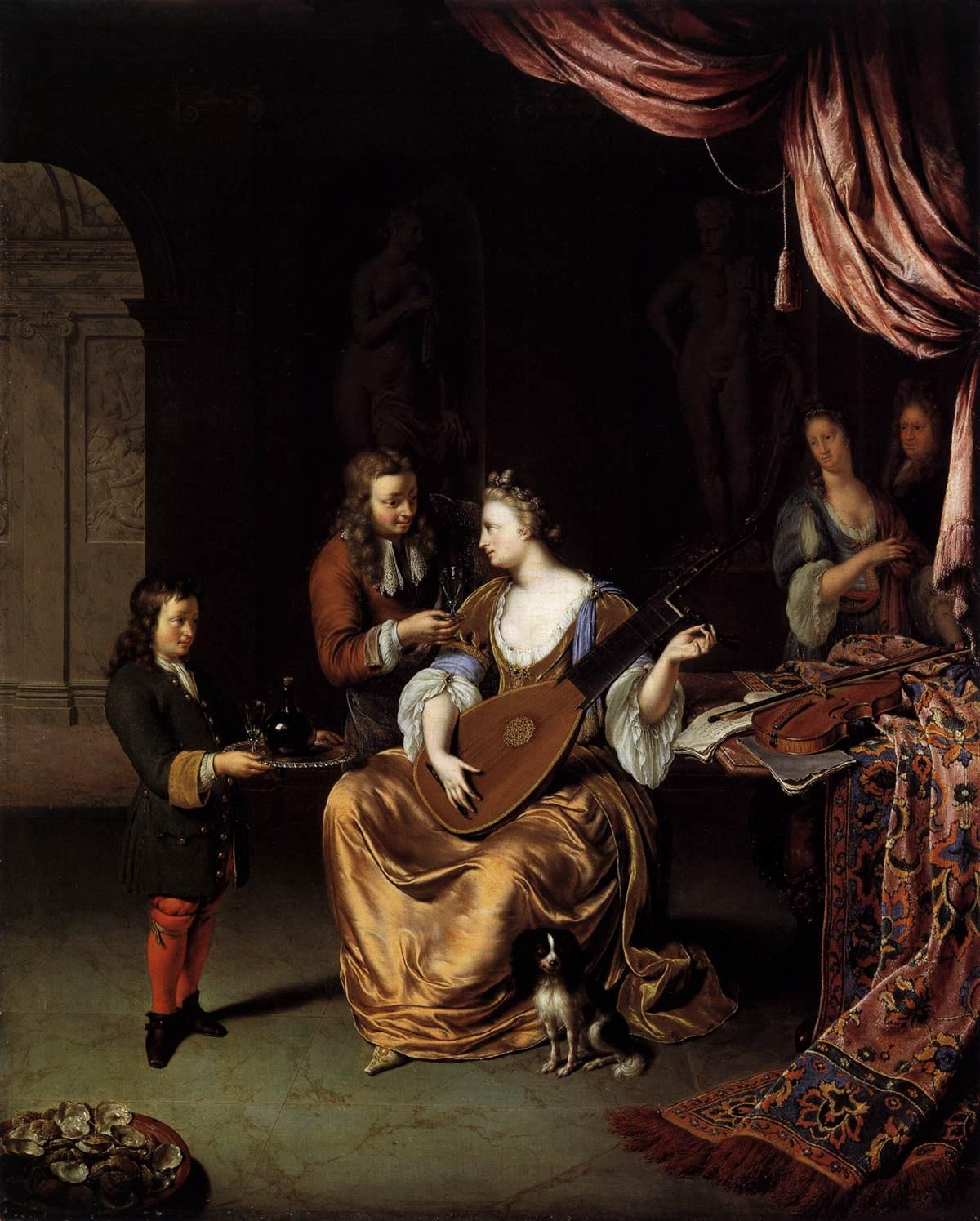
Le Luth négligé (v. 1710), The Wallace Collection, Londres.
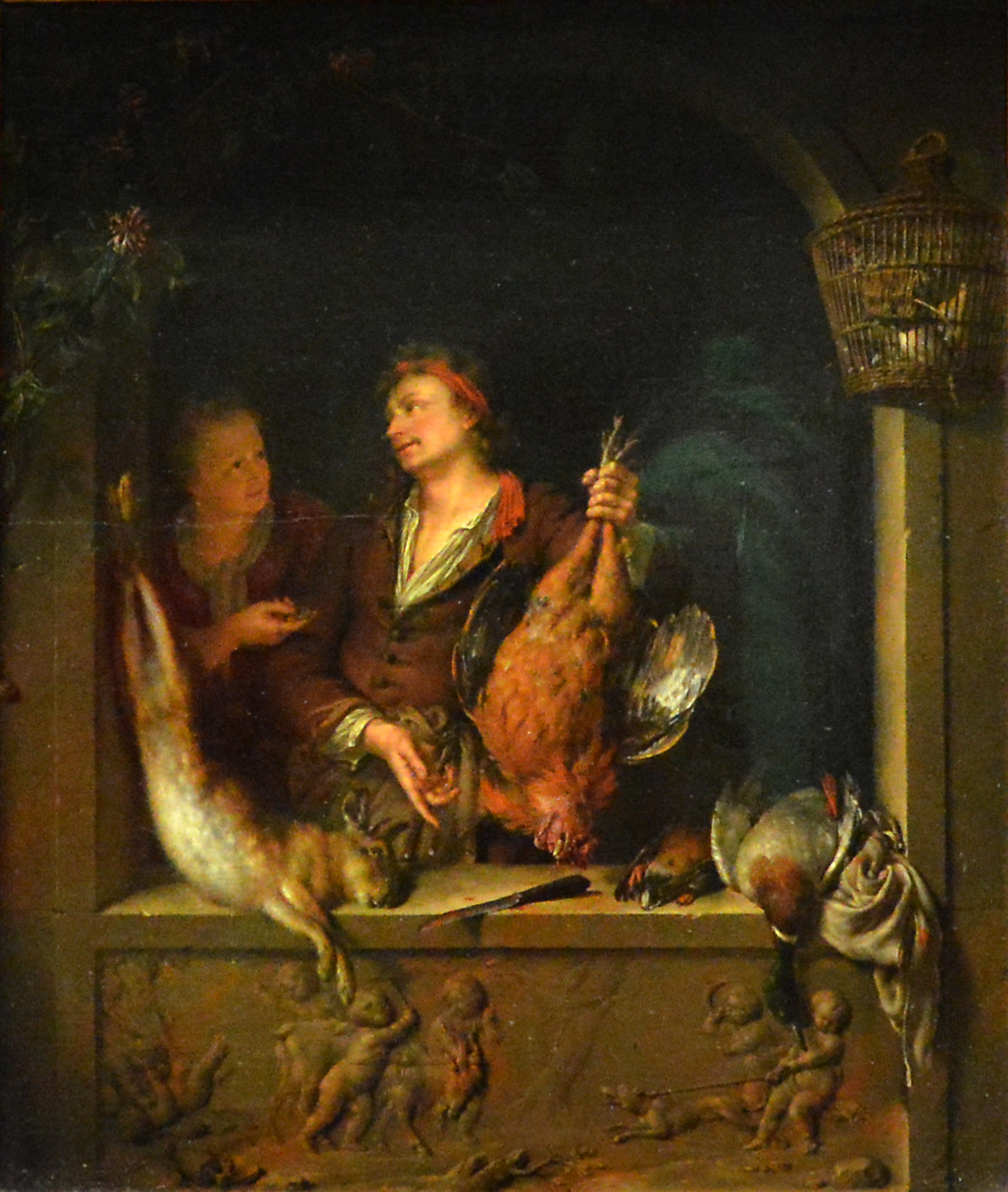
Le Rotisseur (1710-20), Musée du Louvre.
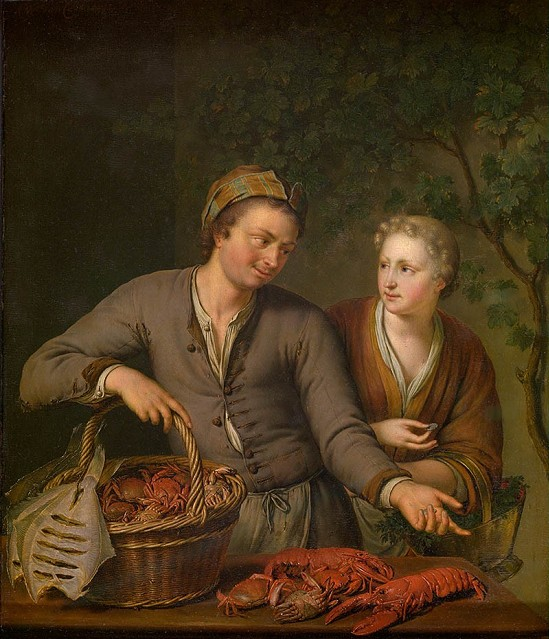
Poissonnier (1717), Musée royal des beaux-arts d'Anvers.
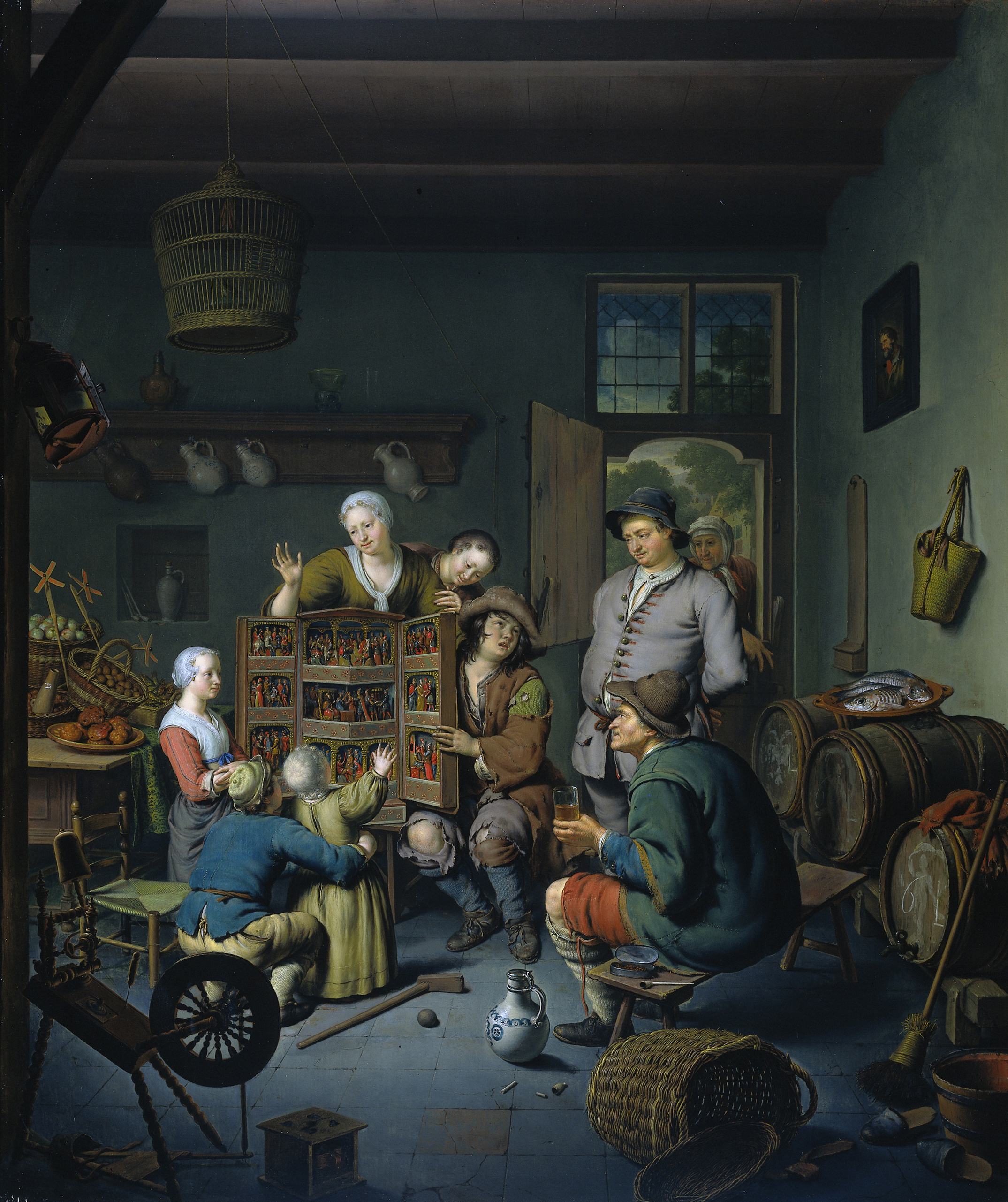
Le Spectacle rare (1718), Rijksmuseum, Amsterdam.
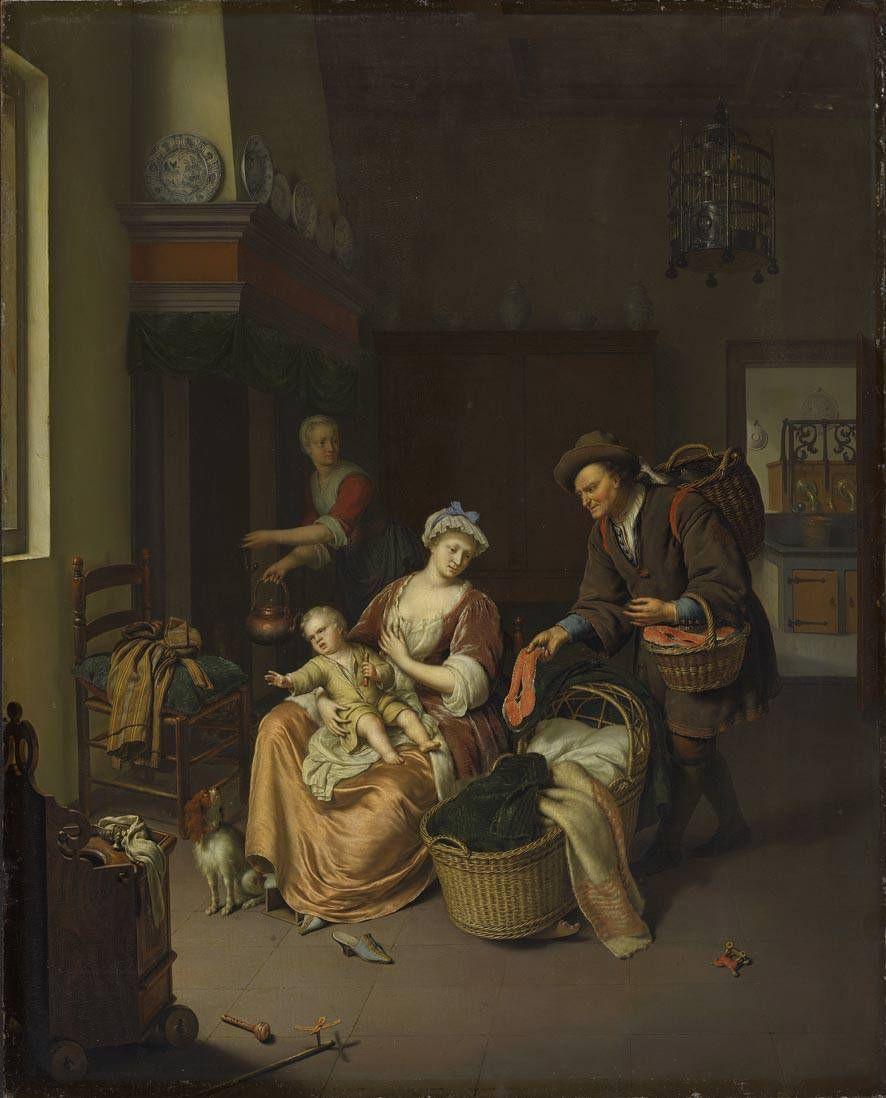
Poissonnier (1719), Alte Pinakothek, Munich.
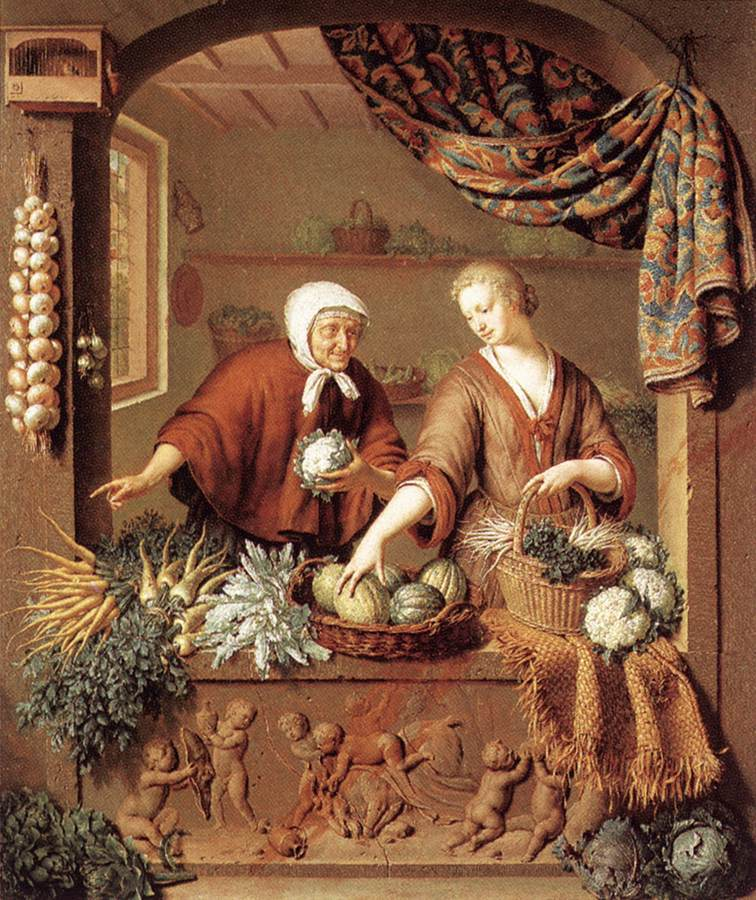
Vendeuse de légumes (1731), The Wallace Collection, Londres.

On lui commanda également des paysages ornés de compositions historiques et mythologiques avec des personnages qui posent dans des attitudes classiques.
- Loth et ses filles (1709), huile sur panneau, 38 × 32 cm, Collection privée, Vente Sotheby's 2008[31].
- Preziosa (1709), huile sur bois de chêne, 41 × 51 cm, Gemäldegalerie Alte Meister, Dresde.
- Le Jugement de Salomon (1709), huile sur panneau, 66 × 55 cm, Rijksmuseum Twenthe.
- Bannissement d'Hagar et Ismaël (1724), huile sur toile collée sur panneau, 44 × 33 cm, Musée de l'Ermitage, Saint-Petersbourg.
- Baron Diederick van Leyden van Vlaardingen (1695-1764) et sa famille (1728), huile sur toile, 88 × 95 cm, Rijksmuseum, Amsterdam[32].

- Le Jugement de Salomon (1709),
Rijksmuseum Twenthe.
- Preziosa (1709),
Gemäldegalerie Alte Meister, Dresde.
- Renaud et Armide (1709),
Mauritshuis, La Haye.
- Bannissement d'Hagar (1724),
Musée de l'Ermitage, Saint-Petersbourg.
- Baron Diederick et sa famille (1728),
Rijksmuseum, Amsterdam.